# Wilhelm Heinrich von Kleist
Wilhelm Heinrich von Kleist (* 30. Juni 1735 in Potsdam; † 9. April 1806 in Berlin) war ein preußischer Oberst und Ritter des Ordens Pour le Mérite.

## Leben
Wilhelm Heinrich war Angehöriger des Stavenower Zweigs des pommerschen Adelsgeschlechts von Kleist. Er wurde am 30. Juni 1735 in Potsdam als neunter von elf Söhnen des preußischen Obersten Andreas Joachim von Kleist, Herr auf Stavenow und Amtshauptmann von Trebbin und Zossen, und der Marie Elisabeth von Hacke geboren.
Entsprechend der Familientradition wählte auch Wilhelm Heinrich den Offiziersberuf. Er trat am 24. Juni 1753 als Kornett in das renommierte Regiment Gensdarmes ein, mit dem er auch am Siebenjährigen Krieg teilnahm. Seit dem 23. Dezember 1757 zum Leutnant befördert, zeichnete er sich in der Schlacht bei Zorndorf so aus, dass ihm auf Vorschlag seines Kommandeurs der Orden Pour le Mérite verliehen wurde. 
Nach dem Kriegsende diente Kleist weiter in der preußischen Armee, wurde 1764 zum Kompaniechef und am 8. Juni 1788 schließlich zum Oberst befördert, bevor er 1788 unter Zubilligung einer Pension von 600 Talern aus dem Militärdienst verabschiedet wurde. Kleist starb am 9. April 1806 unverheiratet in Berlin.